# Джанґсара
Джанґсара (перс. جنگسرا) — село в Ірані, у дегестані Ушіян, у бахші Чабоксар, шагрестані Рудсар остану Ґілян. За даними перепису 2006 року, його населення становило 477 осіб, що проживали у складі 131 сім'ї.

## Клімат
Середня річна температура становить 14,26 °C, середня максимальна – 27,99 °C, а середня мінімальна – 0,34 °C. Середня річна кількість опадів – 928 мм.
| Клімат поселення                              | Клімат поселення | Клімат поселення | Клімат поселення | Клімат поселення | Клімат поселення | Клімат поселення | Клімат поселення | Клімат поселення | Клімат поселення | Клімат поселення | Клімат поселення | Клімат поселення | Клімат поселення |
| Показник                                      | Січ.             | Лют.             | Бер.             | Квіт.            | Трав.            | Черв.            | Лип.             | Серп.            | Вер.             | Жовт.            | Лист.            | Груд.            |                  |
| Середній максимум, °C                         | 10,91            | 10,20            | 11,79            | 16,75            | 21,15            | 25,97            | 27,99            | 27,80            | 23,94            | 20,55            | 16,20            | 11,91            |                  |
| Середня температура, °C                       | 5,98             | 5,26             | 6,88             | 11,82            | 16,22            | 21,04            | 23,92            | 23,72            | 19,87            | 16,47            | 12,10            | 7,83             |                  |
| Середній мінімум, °C                          | 1,03             | 0,34             | 1,93             | 6,88             | 11,30            | 16,10            | 19,82            | 19,64            | 15,79            | 12,37            | 8,02             | 3,75             |                  |
| Норма опадів, мм                              | 73               | 68               | 77               | 47               | 48               | 34               | 29               | 44               | 105              | 184              | 122              | 97               |                  |
| Середньомісячна швидкість вітру, м/с          | 2.29             | 2.50             | 2.58             | 2.49             | 2.39             | 2.15             | 2.24             | 2.17             | 2.07             | 2.04             | 2.12             | 2.21             |                  |
| Середньомісячна сонячна радіація, кДж/м²·день | 7506             | 9530             | 11574            | 15448            | 19081            | 20652            | 21005            | 18046            | 14630            | 10759            | 8908             | 7083             |                  |
| --------------------------------------------- | ---------------- | ---------------- | ---------------- | ---------------- | ---------------- | ---------------- | ---------------- | ---------------- | ---------------- | ---------------- | ---------------- | ---------------- | ---------------- |
| Джерело:                                      |                  |                  |                  |                  |                  |                  |                  |                  |                  |                  |                  |                  |                  |